# Itzehoer SV
Itzehoer SV was een sportvereniging uit Itzehoe, een plaats in de Duitse deelstaat Sleeswijk-Holstein, ten noordwesten van Hamburg. De voornaamste sport is voetbal, daarnaast is de vereniging bekend door zijn kegel-afdeling. De vereniging werd opgericht in 1909.

## Geschiedenis
De club werd op 3 oktober 1909 opgericht als  Fußball-Club Preußen von 1909. In 1945 fusioneerde de club met Askania Itzehoe en Eintracht Itzehoe en nam de huidige naam aan.
Het grootse succes had Itzehoer SV in het begin van de jaren vijftig van de twintigste eeuw toen de club een seizoen uitkwam in de toenmalige Oberliga Nord, op dat moment een van de vijf hoogste klassen in het Duitse voetbal. In 2010 degradeerde de club uit de Schleswig-Holstein-Liga.
Op 1 juni 2018 werd de vereniging vanwege faillissement opgeheven. Als opvolgende vereniging werd  Itzehoer SV 2.0 opgericht.